# Gentil dauphin triste
Singles de Gérard Lenorman
Michèle
(1976) Voici les clés
(1976)
Pistes de Drôles de chansons
Le Temps
(4) Voici les clés
(6)
Gentil dauphin triste est une chanson composée et interprétée par Gérard Lenorman, sur des paroles de Pierre Delanoë en 1976, tirée de l'album Drôles de chansons. 

## Succès
Gentil dauphin triste est l'une des chansons les plus connues de Lenorman.
La chanson rencontre un important succès, s'écoulant à plus de 600 000 exemplaires. Gérard Lenorman précise : « Elle est moins connue que La Ballade des gens heureux mais c'est mon plus gros succès ».

## Thématique
Cette chanson est une réaction face à la psychose déclenchée par le film Les Dents de la mer. 

## Classements et certifications
| Classement (1976)                       | Meilleure position |
| --------------------------------------- | ------------------ |
| Belgique (Wallonie Ultratop 50 Singles) | 2                  |
| Europe (Europarade)                     | 21                 |
| France (IFOP)                           | 2                  |
| Québec (Palmarès francophone)           | 3                  |

| Classement (1976) | Position |
| ----------------- | -------- |
| France (IFOP)     | 5        |

### Certifications
| Pays          | Certification | Date | Ventes  |
| ------------- | ------------- | ---- | ------- |
| France (SNEP) | Or            | 1976 | 600 000 |